# 53.º Prêmio Jabuti
O 53º Prêmio Jabuti foi realizado em 2011, premiando obras literárias referentes a lançamentos de 2010.

## Desclassificações
Três livros selecionados como finalistas foram desclassificados: O Outono da Idade Média (categoria Tradução), As Horas de Katharina e  Itinerário de uma Falsa Vanguarda (ambos na categoria Poesia). O primeiro foi desclassificado por ser a tradução de um livro de não ficção (o regulamento exigia que os livros nesta categoria fossem apenas de ficção). Os outros, foram desclassificados por possuírem edições anteriores, não sendo considerados inéditos.
O livro Alceu Penna e As Garotas do Brasil: Moda e Imprensa – 1933 a 1975, de Gonçalo Junior, escolhido como a melhor biografia do ano, foi desclassificado após o anúncio do prêmio porque foi considerado não inédito: em 2004 o autor havia lançado de forma independente uma tiragem de 300 exemplares de uma outra versão da biografia de Alceu Penna. A de 2004 tinha 138 páginas, sendo que a de 2011, cuja tiragem foi de 5.000 exemplares, possui 352 páginas. Além disso, o volume de informações é cerca de 2,5 vezes maior e 90% das imagens são novas. Ainda assim, os organizadores da Jabuti consideraram que houve infração do regulamento, que exige ineditismo nas obras premiadas. Tanto o autor quanto a editora questionaram a decisão por considerá-la injusta. Com a desclassificação, o livro O Teatro e Eu, de Sergio Britto, tornou-se o vencedor da categoria.

## Prêmios
Os premiados foram:
| Categoria                              | Obra                                                                                             | Autor                                                                            | Editora                                 |
| Livro do Ano Ficção                    | Em alguma parte alguma                                                                           | Ferreira Gullar                                                                  | José Olympio                            |
| Livro do Ano Não Ficção                | 1822                                                                                             | Laurentino Gomes                                                                 | Nova Fronteira                          |
| Capa                                   | Invisível                                                                                        | João Baptista da Costa Aguiar                                                    | Companhia das Letras                    |
| Ilustração                             | O corvo                                                                                          | Manu Maltez                                                                      | Scipione                                |
| Ilustração de livro infantil e juvenil | Gildo                                                                                            | Silvana Rando                                                                    | Brinque-Book                            |
| Arquitetura e urbanismo                | Dois séculos de projetos no Estado de São Paulo / Grandes obras e urbanização vl. 1/2/3 com luva | Nestor Goularte Reis e colaboração de monica Silveira Brito                      | Imprensa Oficial do Estado / Edusp      |
| Artes                                  | Os Satyros                                                                                       | Germano Pereira                                                                  | Imprensa Oficial do Estado de São Paulo |
| Biografia                              | O Teatro e Eu                                                                                    | Sergio Britto                                                                    | Tinta Negra                             |
|                                        | De menino a homem: de mais de trinta e de quarenta, de sessenta e mais anos                      | Gilberto Freyre – in memorian                                                    | Global                                  |
| Ciências Exatas                        | Teoria quântica: estudos históricos e implicações culturais                                      | Olival Freire Jr.. Osvaldo Pessoa Jr. e Joan Lisa Bromberg (orgs.)               | Livraria da Física / Eduepb             |
| Ciências Humanas                       | Manejo do mundo: conhecimentos e práticas dos povos indígenas do Rio Negro                       | Aloisio Calbazar                                                                 | Instituto Socioambiental                |
| Ciências Naturais                      | Bioetanol de cana-de-açúcar: P&D para produtividade e sustentabilidade                           | Luís Augusto Barbosa Cortez (coord.)                                             | Edgard Blücher / Fapesp                 |
| Ciências da Saúde                      | Atlas de endoscopia digestiva da Sobed                                                           | Marcelo averbach e Sociedade Brasileira de Endoscopia Digestiva                  | Revinter                                |
| Comunicação                            | Impresso no Brasil                                                                               | Anibal Bragança e Marcia Abreu (orgs.)                                           | Unesp e Fundação Biblioteca Nacional    |
| Contos e crônicas                      | Desgracida                                                                                       | Dalton Trevisan                                                                  | Record                                  |
| Didático e paradidático                | Coleção Pessoinhas                                                                               | Ruth Rocha e Anna Flora                                                          | FTD                                     |
| Direito                                | Fundamentos constitucionais do Direito brasileiro                                                | Norma Sueli Padilha                                                              | Elsevier                                |
| Economia, administração e negócios     | Multinacionais brasileiras: internacionalização, inovação e estratégia global                    | Moacir de Miranda Oliveira Junior e colaboradores                                | Bookman                                 |
| Educação                               | Impactos da violência na escola: um diálogo com professores                                      | Simone Gonçalves de Assis, Patrícia Constantino e Joviana Quintes Avanci (orgs.) | Fiocruz                                 |
| Fotografia                             | Fotografia de natureza                                                                           | Luiz Claudio Marigo                                                              | Europa                                  |
| Gastronomia                            | Machado de Assis: relíquias culinárias                                                           | Rosa Belluzzo                                                                    | Unesp                                   |
| Livro infantil                         | Obax                                                                                             | André Neves                                                                      | Brinque-Book                            |
| Livro juvenil                          | Antes de virar gigante e outras histórias                                                        | Marina Colasanti                                                                 | Ática                                   |
| Poesia                                 | Em alguma parte alguma                                                                           | Ferreira Gullar                                                                  | José Olympio                            |
| Psicologia e psicanálise               | Coração... é emoção: a influência das emoções sobre o coração                                    | Elias Knobel, Ana Lúcia Martins da Silva, Paola Bruno de Araújo Andreoli         | Atheneu                                 |
| Reportagem                             | 1822                                                                                             | Laurentino Gomes                                                                 | Nova Fronteira                          |
| Romance                                | Ribamar                                                                                          | José Castello                                                                    | Bertrand Brasil                         |
| Tecnologia e informática               | Aprendizagem a distância                                                                         | Fredric M. Litto                                                                 | Imprensa Oficial do Estado              |
| Teoria / Crítica literária             | Câmara Cascudo e Mário de Andrade: cartas, 1924–1944                                             | Marcos Antonio de Moraes (org.)                                                  | Global                                  |
| Turismo e hotelaria                    | Hospitalidade: a inovação na gestão das organizações prestadoras de serviços                     | Geraldo Casteli                                                                  | Saraiva                                 |
| Projeto gráfico                        | Theodoro Sampaio: nos setões e nas cidades                                                       | Karyn Mathuiy                                                                    | Versal / Odebrecht                      |
| Tradução                               | O livro de Dede Kortug                                                                           | Marco Syrayama de Pinto                                                          | Globo                                   |